# 东兴站
东兴站位于内蒙古自治区包头市东河区东兴街道，建于1922年，是唐包铁路的一个车站。距离北京站801公里，距上行车站公积坂站15公里，距下行车站古城湾站7公里。该站隶属呼和浩特铁路局包头车站，客运有包头-大同慢车停靠，货运办理整车普通货物业务。车站设有通往包头华资实业、包头铝业、包头市陆合煤焦运销、伊泰煤股份东兴集装站、天蒙石油、呼铁山桥轨道装备等单位的专用线。